# Clytus chemsaki
Clytus chemsaki är en skalbaggsart som beskrevs av Hovore och Giesbert 1974. Clytus chemsaki ingår i släktet Clytus och familjen långhorningar. Inga underarter finns listade i Catalogue of Life.